# Globo de Ouro de melhor atriz revelação
O Globo de Ouro de melhor atriz revelação do ano foi um prêmio oferecido nas cerimónias de atribuição dos Prêmios Globo de Ouro para as melhores interpretações femininas iniciantes. O prêmio era originalmente oferecido em 1919,[carece de fontes?] mas por complicações a categoria foi anulada logo depois do primeiro prêmio.[carece de fontes?] A categoria voltou em 1948,1967 e foi novamente tirada em 1984/1983.

## Vencedoras
- 1948: Lois Maxwell
- 1950: Mercedes McCambridge
- 1952: Pier Angeli
- 1953: Colette Marchand
- 1954: Pat Crowley, Bella Darvi, Barbara Rush
- 1955: Karen Sharpe, Kim Novak, Shirley MacLaine
- 1956: Anita Ekberg, Victoria Shaw, Dana Wynter
- 1957: Carroll Baker, Jayne Mansfield, Natalie Wood
- 1958: Carolyn Jones, Diane Varsi, Sandra Dee
- 1959: Linda Cristal, Susan Kohner, Tina Louise
- 1960: Janet Munro, Tuesday Weld, Angie Dickinson, Stella Stevens
- 1961: Ina Balin, Hayley Mills, Nancy Kwan
- 1962: Ann-Margret, Jane Fonda, Christine Kaufmann
- 1963: Sue Lyon, Patty Duke, Rita Tushingham
- 1964: Tippi Hedren, Elke Sommer, Ursula Andress
- 1965: Mia Farrow, Mary Ann Mobley, Celia Kaye
- 1966: Elizabeth Hartman (A Patch of Blue)
- 1967: Jessica Walter
- 1968: Katharine Ross (The Graduate)
- 1969: Olivia Hussey (Romeo and Juliet), Marianne McAndrew (Island of the Blue Dolphins) [8]
- 1970: Ali MacGraw (Goodbye, Columbus)
- 1971: Carrie Snodgress (Diary of a Mad Housewife)
- 1972: Twiggy (The Boy Friend)
- 1973: Diana Ross (Lady Sings the Blues)
- 1974: Tatum O'Neal (Paper Moon)
- 1975: Susan Flannery (The Towering Inferno)
- 1976: Marilyn Hassett (The Other Side of the Mountain)
- 1977: Jessica Lange (King Kong)
- 1979: Irene Miracle (Midnight Express)
- 1980: Bette Midler (The Rose)
- 1981: Nastassja Kinski (Tess (filme))
- 1982: Pia Zadora (Butterfly)
- 1983: Sandahl Bergman (Conan the Barbarian)